# 阪南市立鳥取東中学校
阪南市立鳥取東中学校（はんなんしりつ とっとりひがし ちゅうがっこう）は、大阪府阪南市にある公立中学校。

## 沿革
阪南町立鳥取中学校（現在の阪南市立鳥取中学校）より分離し、1985年4月に開校した。

## 交通
- 阪和線 和泉鳥取駅 北へ約700m。